# Aspidiella hartii
Aspidiella hartii är en insektsart som först beskrevs av Cockerell 1895.  Aspidiella hartii ingår i släktet Aspidiella och familjen pansarsköldlöss. Inga underarter finns listade i Catalogue of Life.